# 四百萬
《四百萬》，是美國作家欧·亨利第二本出版的極短篇故事選輯，發表於1906年。
該書共收錄了25篇長短不一的故事，包括著名的《麥琪的禮物》、《警察與讚美詩》。

## 外部来源
- 维基文库中的文獻全文：四百萬
- 维基共享资源上的相關多媒體資源：四百萬
- Project Gutenberg O. Henry的作品  - 古騰堡計劃
- LibriVox中的公有领域有声书《The Four Million》